# Københavns Andelskasse
Københavns Andelskasse er en tidligere andelskasse med hovedsæde i indre by København. Andelskassen blev grundlagt i 1974 og servicerede kunder fra primært Storkøbenhavn med typiske finansielle ydelser som indlån, udlån, pensions- og boligrådgivning, opbevaring af værdipapirer og udenlandske betalinger. Københavns Andelskasse har de seneste år specialiseret sig i lån til andelsboliger, som i takt med boligpriserne himmelflugt er blevet yderst populære.[kilde mangler]
I 2014 blev Københavns Andelskasse reddet fra en potentiel konkurs, da investeringsbanken Dansk OTC trådte til med den krævede likviditet. Andelskassen var kommet i økonomisk uføre, fordi en tidligere direktør efter sigende i strid med sine bevillingsbeføjelser og andelskassens kreditpolitik havde bevilget lån og kreditter for et relativt stort millionbeløb. Efterfølgende tilførte investorgruppen bag Dansk OTC yderligere midler til banken i juni 2014, således at banken igen levede op til Finanstilsynets krav om en individuel solvens på 10,5 %.
I 2018 var andelskassen igen i økonomiske problemer. I august meldte andelskassen ansatte hos den tidligere aktionær Clearhaus til politiet for mandatsvig, brud på hvidvaskloven og pligtforsømmelse. Den 13. september overtog det statsejede selskab Finansiel Stabilitet kontrollen med banken. Efter Finanstilsynet på flere tilsynsbesøg konstaterede væsentlige mangler ved andelskassens hvidvaskkontroller og flere overtrædelser af lov om finansiel virksomhed, besluttede tilsynet den 13. september 2018, at andelskassen var forventeligt nødlidende, hvorefter andelskassen pengeinstitutlicens blev inddraget andelskassen blev herefter overtaget af Finansiel Stabilitet med henblik på en afvikling af aktiviteterne.